# 에이드리언 마다스치
에이드리언 앤터니 마다스치(영어: Adrian Antony Madaschi, 1982년 7월 11일 ~ )는 오스트레일리아의 축구 선수다. 현재 퍼스 SC에서 뛰고 있다.

## 축구인 경력

### 클럽 경력
1998년 15세의 나이로 이탈리아의 아탈란타 유소년 팀에 입단하였다. 2000년 성인 팀으로 승격된 후 몬차와 피스토이에세에서 임대 생활을 하였으나 복귀 후 아탈란타에서 자리를 잡지 못하고 팀을 떠났다. 2003년 스코틀랜드 프리미어리그 파틱 시슬에 입단하였다. 하지만 입단 직후 팀의 강등이 결정되어 2부 리그에서 활약하게 되었다. 2004-05 시즌까지 팀의 주전으로 활약하다가 던디로 이적하였으나 치골염의 재발로 팀을 떠났다.
2006년 1월 US 그로세토에 입단하여 이탈리아로 복귀하여 반 시즌을 치른 후 포르토숨마가로 이적하였다. 당시 4부 리그였던 포르토숨마가는 마다스치의 합류 이후 승승장구하며 레가 프로 프리마 디비시오네로 승격하였고 세리에 B 무대까지 밟게 되는데, 이 때마다스치는 2009-10 시즌 레가 프로 프리마 디비시오네 시즌 베스트 11으로 선정되기도 하였다. 2010-11 시즌 종료 후 팀이 세리에 B에서 강등되자 고국의 멜버른 하트로 이적하였다.
2012년 제주 유나이티드에 입단하였다.

### 국가대표 경력
1999년 FIFA U-17 월드컵에 출전하여 주전 수비수로 활약하며 오스트레일리아가 준우승을 차지하는데 기여하였다. 대회 종료 후 그는 대회 베스트 11으로 선정되었다.
2년 후엔 U-20 대표팀 소속으로 2001년 FIFA 청소년 월드컵에 나섰으며 2004년 아테네 올림픽에도 출전하였다. 그 해 2006년 독일 월드컵 지역 예선 경기에서는 A매치 데뷔전을 치렀다.